# Henri Dulac
Pour les articles homonymes, voir Dulac.
Henri Dulac, né le 3 octobre 1870 à Fayence (Var) et mort en 1955 dans la même commune, est un mathématicien français.

## Biographie

### Jeunesse et études
Henri Claudius Rosaris Dulac naît en 1870 dans le Var. Après des études secondaires au Lycée Thiers à Marseille, il intègre l'École polytechnique, dans la même promotion que le futur président de la République Albert Lebrun (promotion 1890). Il démissionne à sa sortie de l'école pour commencer une carrière universitaire. Il passe son doctorat de mathématiques et réussit l'agrégation. 

### Parcours professionnel
Il débute ses cours d'analyse à l'université de Grenoble dès 1903, puis à Alger et Poitiers. Titulaire de la chaire de mathématiques pures à la faculté des sciences de Lyon dès 1911, son enseignement est interrompu par la Première Guerre mondiale (1914 – 1918) où il sert comme commandant d'une compagnie du génie. Il est contemporain des mathématiciens Henri Poincaré et de Paul Montel.
Après guerre, il devient titulaire de la chaire de calcul différentiel et intégral de l'université de Lyon et enseigne aussi à l'École centrale de Lyon jusqu'en 1930, date à laquelle les nouveaux arrangements avec l'Université ne lui permettent plus de continuer dans cette école. L'École polytechnique le voit longtemps examinateur d'analyse et plusieurs années durant président du jury d'admission. Il était également examinateur à l'École normale supérieure. Officier de la Légion d'honneur, membre correspondant de l'Académie des sciences, il publie une partie des œuvres d'Euler et fait avancer sur plusieurs points la science mathématique par des publications hautement spécialisées en France et à l'étranger. Il comptait parmi les membres européens les plus éminents de l'école de géométrie algébrique fondée sur la théorie analytique des surfaces d'Émile Picard .
Père de 3 enfants scientifiques, Anie (1901 – 1935), licenciée en mathématiques, Jean (1903 – 2006), polytechnicien de la promotion 1921 et Robert (1904 – 1996), polytechnicien de la promotion 1922, il meurt en 1955 à Fayence.
Sa notice nécrologique a été présentée par Gaston Julia à la séance de l'Académie des sciences du 26 septembre 1955.

## Principaux travaux
Voici quelques-uns de ses principaux travaux :
- Recherches sur les points singuliers des équations différentielles (Journal de l'École Polytechnique, 1904).
- Intégrales d'une équation différentielle (Annales de l'université de Grenoble, 1905).
- Sur les points dicritiques (Journal de mathématiques, 1906).
- Sur les séries de Mac-Laurin à plusieurs variables (Acta Mathematica, 1906).
- Détermination et intégration d'une classe d'équations différentielles (Bulletin des sciences mathématiques, 1908).
- Intégrales passant par un point singulier (Rendeconti del Circolo, 1911).
- Sur les points singuliers (Annales de Toulouse, 1912).
- Solutions d'un système d'équations différentielles (Bulletin de la société mathématique, 1913).
- Sur les cycles limites (Bulletin de la société mathématique, 1923).
- Points singuliers des équations différentielles (éditeur Gauthier-Villars, 1934, Mémorial des sciences mathématiques)[9].
- Courbes définies par une équation différentielle du premier ordre (Mémorial des sciences mathématiques, 1934).

Ses travaux sont toujours régulièrement cités, analysés et repris par des chercheurs internationaux, parfois cent ans après leurs publications. On peut mentionner, à titre d'exemple :
- Dulac pensait avoir prouvé, en 1923, que le nombre des cycles limites d'une équation polynomiale donnée était fini, mais Yulij Ilyashenko a détecté une erreur dans sa preuve en 1981 (voir  Seizième problème de Hilbert), puis après de nombreuses controverses, est définitivement validé par Y. Ilyashenko en 1991. Voir l'article du CNRS de L'histoire mouvementée des cycles limites" d'Étienne Ghys 2012 : http://images.math.cnrs.fr/L-histoire-mouvementee-des-cycles.html
- The Center Variety of Polynomial Differential Systems – Abdu Salam Jarrah, faculté des sciences mathématiques, université du Nouveau Mexique, USA (2001).
- Complete Polynomial Vector Fields on {\displaystyle \mathbb {C} ^{2}} – Julio Rebelo, Institute for Mathematical Sciences, SUNY, New York, USA (oct. 2002).
- Dimension Increase and Splitting for Poincaré-Dulac Normal forms – Giuseppe Gaeta, faculté de mathématiques de l'université de Milan, et Sebastian Walcher, chaire de mathématique, Aix-la-Chapelle, Journal of Nonlinear Mathematical Physics (2005).

La vigueur de la recherche actuelle autour de ses travaux nous permet d'affirmer qu'Henri Dulac compte encore parmi les membres éminents de l'école de géométrie algébrique européenne.

### Sources et bibliographie
- Technica, no 190, décembre 1923, page 15, revue des anciens élèves de l'École Centrale Lyonnaise.
- Éloge funèbre de l'Académie des Sciences.
- Revue d'histoire des sciences : Des patrons des mathématiques en France dans l’entre-deux-guerres, Hélène Gispert, Juliette Leloup, publié chez Armand Colin, 2009.
- Sources actualisées par Louis Boisgibault, son arrière-petit-fils.
- Michel Dürr, DULAC Henri (1870-1955), in Dominique Saint-Pierre (dir.), Dictionnaire historique des académiciens de Lyon 1700-2016, Lyon : Éditions de l'Académie (4, avenue Adolphe Max, 69005 Lyon), 2017 ,  p. 472-473  (ISBN 978-2-9559433-0-4).